# A. Hamid Arief
Abdul Hamid Arief (25 tháng 11 năm 1924 - 20 tháng 12 năm 1992) là một diễn viên người Indonesia đã tham gia diễn xuất trong hơn một trăm hai mươi bộ phim. Sinh ra ở Batavia, Tây Ấn Hà Lan, anh bắt đầu sự nghiệp diễn xuất của mình trước khi chuyển sang đóng phim với Anggrek Bulan (Moon Orchid). Vai diễn đầu tiên này, và vai diễn đầu tiên của anh được công nhận, là nhân vật tiêu đề trong Pangeran Hamid (Hoàng tử Hamid, 1953). Trong nhiều thập kỷ, ông là một diễn viên điện ảnh có rất nhiều vai diễn, thường tham gia diễn xuất trong bốn hoặc năm phim mỗi năm. Ông cũng đã diễn xuất trong một số phim truyền hình.

## Tiểu sử
Arief sinh ra tại Batavia, Đông Ấn Hà Lan, vào ngày 25 tháng 11 năm 1924. Ông đã hoàn thành chương trình giáo dục của mình đến cấp trường trung học cơ sở. Anh bắt đầu sự nghiệp diễn xuất của mình với đội quân du hành của Djamaluddin Malik Pantjawarna, sau đó di cư đến Bintang Surabaja, một công ty nhà hát du lịch do Fred Young đứng đầu. Đến năm 1948, ông đã đến Batavia - được đổi tên thành Jakarta trong chiếm đóng của Nhật Bản ở Đông Ấn Hà Lan (1942–1945)—và được chọn vào South Pacific Film Corporation có tựa Anggrek Bulan (Moon Orchid, 1948). Trong bộ phim này, được đạo diễn bởi Andjar Asmara, Arief đóng vai một chàng trai trẻ phải được bảo vệ từ những dự đoán của "hoa lan mặt trăng", một phụ nữ trẻ xinh đẹp nhưng nguy hiểm.
Năm 1949, Arief diễn xuất trong bốn bộ phim nữa cho South Pacific Film Corporation, bao gồm phim đầu tay của Usmar Ismail Tjitra (Image). Không lâu sau, anh chuyển sang công ty điện ảnh của Fred Young, cũng được đặt tên là Bintang Surabaja. Arief diễn xuất trong nhiều bộ phim của công ty, bao gồm Bintang Surabaja 1951 (Ngôi sao của Surabaya 1951, 1950) và Selamat Berdjuang, Masku! (Fight Well, My Brother!, 1951). Anh cũng đã đóng phim Hãng phim quốc gia (Inspektur Rachman, 1950) và Djamaluddin Malik's Persari. Tuy nhiên, vai trò tạo ra ngôi sao của anh ấy đi kèm với Pangeran Hamid (Hoàng tử Hamid, 1953), được sản xuất bởi Golden Arrow Productions của Chok Chin Hsien.  Trong bộ phim này, anh đóng vai một hoàng tử trẻ tên là Hamid, người chiếm lại ngai vàng sau khi bị đoạt ngôi.
Sau khi hợp đồng với Golden Arrow kết thúc vào năm 1955, Arief trở thành cầu thủ tự do. Ông vẫn có năng suất cao và hành động cho nhiều công ty, bất chấp sự suy thoái của ngành công nghiệp làm phim đã trải qua vào đầu những năm 1960. Bắt đầu với phim của năm 1965 Matjan Kemajoran (Tiger of Kemajoran), Arief đảm nhận một số vai trò là nhân vật gốc Âu. Những vai trò sau này thuộc thể loại này bao gồm người Anh Edward William trong Samiun dan Dasima (Samiun and Dasima, 1970) và cảnh sát thực dân Hà Lan hung ác Heyne Scott trong Si Pitung series, consisting of Si Pitung (1970), Banteng Betawi (Bull of Betawi, 1971), Pembalasan si Pitung (Revenge of Si Pitung, 1977), và Si Pitung Beraksi Kembali (Si Pitung Takes Action, 1981).

## Danh sách phim
- Anggrek Bulan (1948)
- Aneka Warna (1949)
- Menanti Kasih (1949)
- Tjitra (1949)
- Harta Karun (1949)
- Bintang Surabaja 1951 (1950)
- Inspektur Rachman (1950)
- Ditepi Bengawan Solo (1951)
- Mirah Delima (1951)
- Surjani Mulia (1951)
- Selamat Berdjuang, Masku! (1951)
- Bermain dengan Api (1952)
- Kekal Abadi (1952)
- Tiga Benda Adjaib (1952)
- Si Mientje (1952)
- Siapa Dia (1952)
- Bawang Merah Bawang Putih (1953)
- Burung Bitjara (1953)
- Empat Sekawan (1953)
- Harimau dan Merpati (1953)
- Pangeran Hamid (1953)
- Ratna Kumala (1953)
- Tiga Saudari (1953)
- Bawang Merah Tersiksa (1954)
- Derita (1954)
- Kleting Kuning (1954)
- Rewel (1955)
- Kasih Ibu (1955)
- Dibalik Dinding (1955)
- Rini (1956)
- Biola (1957)
- Konsepsi Ajah (1957)
- Bermain Api (1957)
- Bintang Peladjar (1957)
- Bunga dan Samurai (1958)
- Wanita Indonesia (1958)
- Habis Gelap Terbitlah Terang (Hilang Gelap Datang Terang) (1959)
- Mutiara jang Kembali (1959)
- Sekedjap Mata (1959)
- Kekota (1960)
- Kamar 13 (1961)
- Limapuluh Megaton (1961)
- Notaris Sulami (1961)
- DKN 901 (1962)
- Matjan Kemajoran (1965)
- Terpesona (1966)
- Sembilan (1967)
- Nji Ronggeng (1969)
- Laki-laki Tak Bernama (1969)
- Matt Dower (1969)
- Samiun dan Dasima (1970)
- Si Pitung (1970)
- Banteng Betawi (1971)
- Lisa (1971)
- Derita Tiada Akhir (1971)
- Djembatan Emas (1971)
- Kisah Fanny Tan (1971)
- Pendekar Sumur Tudjuh (1971)
- Penunggang Kuda dari Tjimande (1971)
- Ratna (1971)
- Mereka Kembali (1972)
- Merintis Djalan ke Sorga (1972)
- Pengantin Tiga Kali (1972)
- Romusha (1972)
- Samtidar (1972)
- Benyamin Biang Kerok (1972)
- Desa di Kaki Bukit (1972)
- Tiada Jalan Lain (1972)
- Bapak Kawin Lagi (1973)
- Benyamin Brengsek (1973)
- Biang Kerok Beruntung (1973)
- Cukong Blo'on (1973)
- PatGulipat (1973)
- Tendangan Maut (1973)
- Bajingan Tengik (Jagoan Tengik) (1974)
- Bandung Lautan Api (1974)
- Ali Baba (1974)
- Kosong-kosong Tiga Belas (0013) (1974)
- Tetesan Air Mata Ibu (1974)
- Pacar (1974)
- Kehormatan (1974)
- Pilih Menantu (1974)
- Buaye Gile (1974)
- Paul Sontoloyo (1974)
- Dasar Rezeki (1974)
- Musuh Bebuyutan (1974)
- Traktor Benyamin (1975)
- Samson Betawi (1975)
- Benyamin Tukang Ngibul (1975)
- Benyamin Raja Lenong (1975)
- Benyamin Koboi Ngungsi (1975)
- Gadis Simpanan (1976)
- Mustika Ibu (1976)
- Oma Irama Penasaran (1976)
- Benyamin Jatuh Cinta (1976)
- Tiga Janggo (1976)
- Hippies Lokal (1976)
- Zorro Kemayoran (1976)
- Saritem Penjual Jamu (1977)
- Sembilan Janda Genit (1977)
- Kembalilah Mama (1977)
- Raja Copet (1977)
- Sorga (1977)
- Penasaran (1977)
- Cakar Maut (1977)
- Gitar Tua Oma Irama (1977)
- Diana (1977)
- Pembalasan si Pitung (Jiih) (1977)
- Akulah Vivian (Laki-laki Jadi Perempuan) (1977)
- Jurus Maut (1978)
- Begadang (1978)
- Dewi Malam (1978)
- Tuyul (1978)
- Tuyul Eee Ketemu Lagi (1979)
- Darna Ajaib (1980)
- Begadang Karena Penasaran (1980)
- Goyang Dangdut (1980)
- Abizars (Pahlawan Kecil) (1980)
- Gundala Putra Petir (1981)
- Dukun Lintah (1981)
- Manusia 6.000.000 Dollar (1981)
- Si Pitung Beraksi Kembali (1981)
- Manusia Berilmu Gaib (1981)
- Pengorbanan (1982)
- Gadis Bionik (1982)
- Sentuhan Kasih (1982)